# Madison Lintz
Madison Lintz (Alpharetta, Georgia; 11 de mayo de 1999) es una actriz estadounidense. Es más conocida por interpretar a Sophia Peletier en la exitosa serie de AMC The Walking Dead y por su papel de Maddie en la serie de Amazon Bosch.

## Carrera
Lintz inició su carrera filmando seis comerciales.
Se unió al reparto recurrente de la serie The Walking Dead a mediados de 2010, en donde interpretó a Sophia Peletier en las primeras dos temporadas del show. También apareció en series como Nashville e It's Supernatural. 
Participó de dos películas en el año 2012, After y Parental Guidance.

## Vida personal
Sus tres hermanos, al igual que su madre, también son actores. Su hermana Mackenzie Lintz forma parte del elenco principal de la serie Under the Dome. En 2012, Lintz vivía en Alpharetta, Georgia.

## Filmografía

### Cine
| Año  | Título            | Papel       |
| ---- | ----------------- | ----------- |
| 2012 | After             | Ana (joven) |
| 2012 | Parental Guidance | Ashley      |
| 2012 | American Judy     | Annie       |

### Televisión
| Año           | Título                      | Papel           | Notas                                                               |
| ------------- | --------------------------- | --------------- | ------------------------------------------------------------------- |
| 2010-2012     | The Walking Dead            | Sophia Peletier | 8 episodios (temporada 1 a 2 recurrente)                            |
| 2011          | It's Supernatural           | Natalia         |                                                                     |
| 2012          | Nashville                   | Dana            |                                                                     |
| 2015-2021     | Bosch                       | Maddie Bosch    | 62 episodios (temporada 1 recurrente; temporadas principales 2 a 7) |
| 2022-presente | Bosch: Legacy               | Maddie Bosch    |                                                                     |
| 2023          | The Walking Dead: Destinies | Sophia Peletier | Videojuego; elenco de voz                                           |